# Thismia grandiflora
Thismia grandiflora là một loài thực vật có hoa trong họ Burmanniaceae. Loài này được Ridl. miêu tả khoa học đầu tiên năm 1895.